# Кривошип

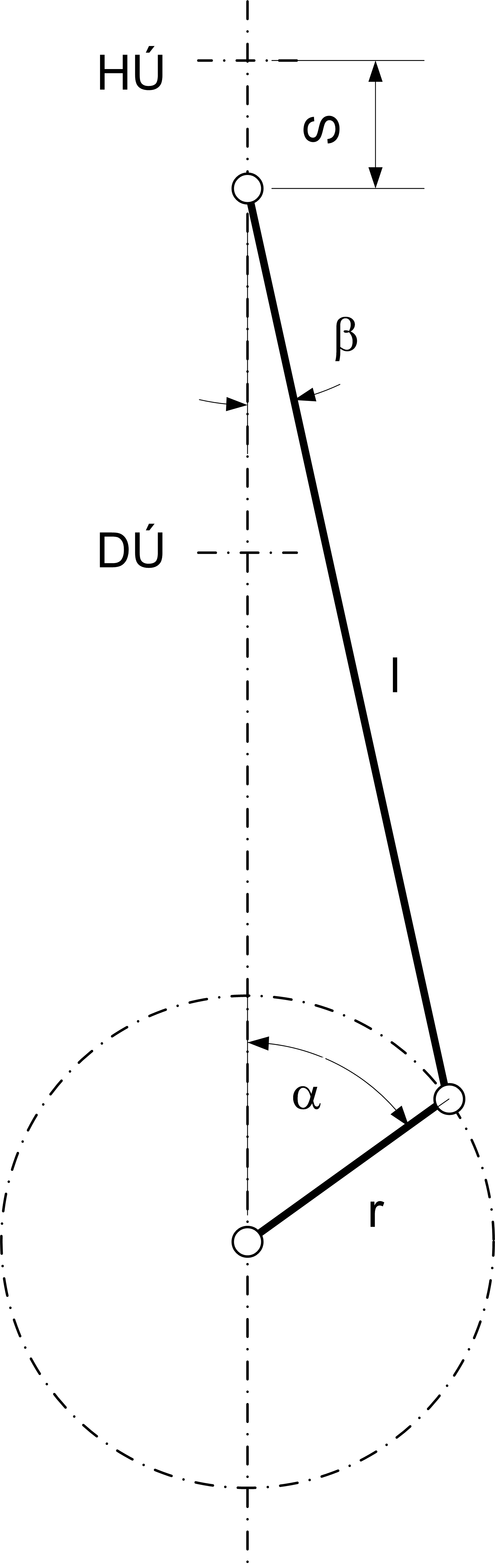
r — кривошип, l — шатун.

Кривошип (рос. кривошип, англ. crank, нім. Kurbel) або ко́рба — ланка кривошипного механізму, яка може під час руху робити повний оберт навколо нерухомої осі. Як правило, виступає в ролі ведучої ланки важільних і зубчасто-важільних механізмів.
Кривошип з'єднується одним кінцем рухомо з шатуном, а іншим — нерухомо з валом. У паровозах кривошип входить до складу колісного центру рушійної колісної пари і сприймає за допомогою ведучого або зчіпних дишлів зусилля від поршня, що урухомлює колісну пару. Він складається з корпусу і пальця — короткого стрижня, запресованого в отвір корпусу. Останній або відливається за одне ціле з колісним центром, утворюючи спицю, розширену в сторону обода, або відковується у вигляді коліна одним цілим з віссю (на колінчастому валі).